# Je'Kel Foster
Je'Kel Foster, né le 22 juillet 1983 à Natchez (États-Unis), est un joueur de basket-ball professionnel américain. Il mesure 1,91 m.

## Carrière universitaire
Je'Kel Foster fait ses études au lycée de Natchez avant de continuer dans deux Junior Colleges, Howard puis Chipola, son niveau scolaire ne lui permettant pas de rejoindre l'université directement. En 2004, il rejoint les Buckeyes de l'université d'État de l'Ohio.

## Carrière professionnelle
À sa sortie de l'université, il n'est pas drafté en 2006 et part jouer en Europe.
Foster est recruté à l'automne 2013 par la JSF Nanterre comme pigiste pour renforcer l'équipe en Euroligue. Après l'élimination de Nanterre de l'Euroligue, le contrat de Foster est rompu.
En février 2014, il signe en Italie à Avellino.

## Palmarès
- Champion d’Allemagne en 2009 avec Oldenbourg.